# Zlatni studio 2021.
Zlatni studio 2021. godišnja je medijska nagrada u Hrvatskoj koja se održala 20. veljače 2021. godine, a nagrade su dodijeljene za prethodnu godinu.
Nagrada Zlatni studio dodijelila se u pet skupina: film, televizija, kazalište, glazba i radio u 19 kategorija.
Za Zlatni Studio konkuriraju najbolja ostvarenja i osobe po kategorijama za djela ostvarena u razdoblju od 11. prosinca 2020. do početka siječnja 2021. Glasovanje se odvija u dva biračka kruga nakon kojih slijedi veliko finale. Prvi krug trajao je od objave nominiranih, do 15. siječnja 2021. godine, a drugi drug traje od 15. siječnja 2021. do 5. veljače 2021. godine. Ove godine prikupljeno je rekordnih 643.608 glasova za sve norminirane.
Voditelji programa bili su Daniela Trbović i Ivan Vukušić.

## Promjene nagrada
U dodjeli nagrada Zlatni studio 2021. došlo je do promjena nagrada koje se dodjeljuju:
- ukinuta je nagrada Najbolji koncert godine u kategoriji Glazba
- ukinuta je nagrada Najbolja grupa godine u kategoriji Glazba
- ponovno se dodjeljuje nagrada Najbolja TV zabava u kategoriji Televizija
- uvedena je nova nagrada Najbolje novo lice na glazbenoj sceni u kategoriji Glazba
- nagrada Najbolje novo lice u kazalištu je izmijenjena u Najbolje novo lice u kazalištu i filmu

## Žiri
Uloga žirija sastaoji se od predlaganju pet kandidata za svaku od potkategorija. Žiri je u sastavu četiri eksperta za svaku od kategorija.
- kategorija Film: Zrinko Ogresta, Nenad Polimac, Jurica Pavičić i Dalibor Šimpraga
- kategorija Televizija:
- kategorija Kazalište:
- kategorija Glazba: Zrinko Tutić, Ante Gelo, Predrag Martinjak Peggy i Maja Kruhak
- kategorija Radio: Irina Čulinović, Vladimir Rončević i Klara Rožman

## Dobitnici i nominirani

### Film
Najbolji filmski glumac godine
| Nominirani        | Film                            |
| ----------------- | ------------------------------- |
| Goran Bogdan      | Otac                            |
| Rade Šerbedžija   | Ribanje i ribarsko prigovaranje |
| Goran Navojec     | Mare                            |
| Franko Jakovčević | Glas                            |
| Dragan Mićanović  | Tereza 37                       |

Najbolja filmska glumica godine
| Nominirani          | Film      |
| ------------------- | --------- |
| Lana Barić          | Tereza 37 |
| Daria Lorenci Flatz | Mater     |
| Marija Škaričić     | Mare      |
| Neva Rošić          | Mater     |
| Belma Salkunić      | Glas      |

Najbolji igrani film godine
| Nominirani                      |
| ------------------------------- |
| Mater                           |
| Ribanje i ribarsko prigovaranje |
| Tereza 37                       |
| O jednoj mladosti               |
| Glas                            |

### Televizija
Najbolji/a TV voditelj/ica godine
| Nominirani             | TV emisija                             | TV kanal |
| ---------------------- | -------------------------------------- | -------- |
| Mojmira Pastorčić      | RTL Direkt                             | RTL      |
| Doris Pinčić Rogoznica | Dobro jutro, Hrvatska                  | HRT      |
| Ivana Paradžiković     | Provjereno                             | Nova TV  |
| Joško Lokas            | Potjera                                | HRT      |
| Frano Ridjan           | Tvoje lice zvuči poznato / Supertalent | Nova TV  |

Najbolji/a TV novinar/ka godine
| Nominirani       | TV kanal |
| ---------------- | -------- |
| Zrinka Grancarić | HRT      |
| Silvana Menđušić | RTL      |
| Andrija Jarak    | Nova TV  |
| Ana Malbaša      | Nova TV  |
| Petar Vlahov     | HRT      |

Najbolja TV serija
| Nominirani | TV kanal |
| ---------- | -------- |
| Nestali    | HRT      |
| Blago nama | RTL      |
| Novine 3   | HRT      |
| General    | HRT      |
| Dar Mar    | Nova TV  |

Najbolja TV zabava
| Nominirani               | TV kanal |
| ------------------------ | -------- |
| The Voice                | HRT      |
| Potjera                  | HRT      |
| Tvoje lice zvuči poznato | Nova TV  |
| Zvijezde pjevaju         | HRT      |
| Tko želi biti milijunaš  | HRT      |

Najbolji reality show godine
| Nominirani        | TV kanal |
| ----------------- | -------- |
| Život na vagi     | RTL      |
| Superpar          | RTL      |
| Ljubav je na selu | RTL      |
| Farma             | Nova TV  |
| Brak na prvu      | RTL      |

Najbolja TV emisija godine
| Nominirani      | TV kanal |
| --------------- | -------- |
| RTL Direkt      | RTL      |
| Provjereno      | Nova TV  |
| Stani v Zagorju | HRT      |
| A Porina dobiva | HRT      |
| Stadion         | HRT      |

### Kazalište
Najbolja predstava godine
| Nominirane predstave | Redatelj                             | Kazalište                                 |
| -------------------- | ------------------------------------ | ----------------------------------------- |
| Bambina              | Ana Tonković Dolenčić i Neno Belan   | HNK Split                                 |
| Štajga               | Ivana Šojat                          | Gradsko kazalište Joza Ivakić, Vinkovci   |
| Zagreb 2020          | Filip Šovagović i Dubravko Mihanović | Gradsko dramsko kazalište Gavella, Zagreb |
| Ništa novo           | Luka Vlašić                          | HNK Varaždin                              |
| Gruntovčani          | Mladen Kerstner i Boris Svrtan       | Satiričko kazalište Kerempuh, Zagreb      |

Najbolji kazališni glumac godine
| Nominirani       | Kazališna predstava | Kazalište                                 |
| ---------------- | ------------------- | ----------------------------------------- |
| Hrvoje Kečkeš    | Gruntovčani         | Satiričko kazalište Kerempuh, Zagreb      |
| Miroslav Čabraja | Štajga              | Gradsko kazalište Joza Ivakić, Vinkovci   |
| Hrvoje Klobučar  | Zagreb 2020         | Gradsko dramsko kazalište Gavella, Zagreb |
| Dragan Despot    | Kafka na žalu       | HNK Zagreb                                |
| Giuliano Đanić   | Bambina             | HNK Split                                 |

Najbolja kazališna glumica godine
| Nominirane       | Kazališna predstava | Kazalište                                  |
| ---------------- | ------------------- | ------------------------------------------ |
| Ksenija Prohaska | Bambina             | HNK Split                                  |
| Iako Peršić      | Tosca               | INK Pula                                   |
| Ana Begić        | Idiot               | HNK Zagreb                                 |
| Senka Bulić      | Tramvaj zvan žudnja | Gradsko kazalište Marina Držića, Dubrovnik |
| Nataša Dangubić  | Grižula             | Dubrovačke ljetne igre                     |

Najbolje novo lice u kazalištu i na filmu
| Nominirani        |
| ----------------- |
| Matea Marušić     |
| Anica Kontić      |
| Robert Španić     |
| Bernard Tomić     |
| Franko Jakovčević |

### Glazba
Najbolji pjevač godine
| Nominirani   | Ralog                          |
| ------------ | ------------------------------ |
| Massimo      | pjesma Mali krug velikih ljudi |
| Petar Grašo  | pjesma Neće nas zauvik bit     |
| Marko Tolja  | pjesma O tebi ovisan           |
| Jimmy Stanić | album 91+                      |
| Goran Bare   | pjesma Rođen za suze           |

Najbolja pjevačica godine
| Nominirane   | Ralog                      |
| ------------ | -------------------------- |
| Jasna Zlokić | pjesma Potrošilo nas vrime |
| Vanna        | pjesma Loš trenutak        |
| Zsa Zsa      | pjesma Ova ljubav          |
| Nina Badrić  | Da biram (koncert Arena)   |
| Mia Dimšić   | pjesma Sretan put          |

Najbolji hit/pjesma godine
| Nominirani              | Izvođač      |
| ----------------------- | ------------ |
| Mali krug velikih ljudi | Massimo      |
| Neće nas zauvik bit     | Petar Grašo  |
| O tebi ovisan           | Marko Tolja  |
| Potrošilo nas vrime     | Jasna Zlokić |
| Loš trenutak            | Vanna        |

Najbolje novo lice na glazbenoj sceni
| Nominirani     | Ralog                                                |
| -------------- | ---------------------------------------------------- |
| Vinko Ćemeraš  | album Na putu i pobjednik glazbene emisije The Voice |
| Jure Brkljača  | pjesma Znao sam                                      |
| Nika Turković  | pjesma Gledaj me                                     |
| Josip Palameta | pjesma Rendezvous (kod Antonije)                     |
| Albina Grčić   | pjesma Imuna na strah                                |

### Radio
Najbolji radio godine
| Nominirani      |
| --------------- |
| Narodni radio   |
| Radio Dalmacija |
| Radio Istra     |
| Radio Kaj       |
| Radio Rijeka    |

Najbolji radijski glas godine
| Nominirani        | Radio stanica   |
| ----------------- | --------------- |
| Maja Ciglenečki   | HR2             |
| Robert Ferlin     | Radio Rijeka    |
| Edita Lučić Jelić | Radio Dalmacija |
| Jadranka Nišević  | Radio Pula      |
| Siniša Švec       | Yammat FM       |

## Posebna nagrada
- Na kraju programa, glavnoj urednici HTV-a 3 Vlatki Kolarović, rukovoditeljici RJ-a Glazba HRT-a Ivani Kocelj i ravnatelju HRT-a Kazimiru Bačiću dodijeljena je posebna nagarada za emisiju Sunčana strana Prisavlja, open-air projekt na kojem su se održavali glazbeni i kulturni događaji uživo pred publikom i na malim ekranima u najtežim trenucima pandemijskog razdoblja tokom 2020. godine.[1]

## Vanjske poveznice
- Službene web stranice nagrade Zlatni studio  Arhivirana inačica izvorne stranice od 3. veljače 2020. (Wayback Machine)